# توحيد أباد (تشابهار)
توحيد أباد (بالفارسية: توحیدآباد) هي قرية تقع في منطقة بولان في إيران. يقدر عدد سكانها بـ 159 نسمة بحسب إحصاء 2016.